# Фрагузо (Катанцаро)
Фрагузо је насеље у Италији у округу Катанцаро, региону Калабрија.
Према процени из 2011. у насељу је живело 175 становника. Насеље се налази на надморској висини од 600 м.